# Albertus Antonius Ludovicus Tiggers
Albertus Antonius Ludovicus Tiggers, bekend als A.L.L. Tiggers (Amsterdam, 31 oktober 1863 – Ouder-Amstel, 19 januari 1945) was een Nederlands organist, dirigent en in mindere mate componist.

## Muziek
Hij kreeg zijn orgellessen van Joseph Antonius Verheijen van de Mozes en Aäronkerk. Hij ontving daarnaast van Daniël de Lange aanvullende lessen op het gebied van harmonieleer, contrapunt en compositieleer. Hij werd vervolgens kerkorganist bij diverse kerken in en om Amsterdam (onder meer de Sint-Nicolaaskerk), vanaf 1910 in de Remonstrantse Kerk aldaar. Hij verzorgde daar orgelconcerten maar ook concerten binnen de kamermuziek met bijvoorbeeld Bram Best en Isaäc Mossel. Hij gaf voorts in gebouw Eensgezindheid lezingen betreffende algemene muziekgeschiedenis, muziektheorie en compositieanalyse. Daarin kwam ook altijd een muziekinstrumenten (met instrumentalist) aan bod. Voorts was hij aan de Herenmarkt 13 muziekleraar in de voorbereiding van examens van de Maatschappij tot Bevordering der Toonkunst als ook (koor-)dirigent van de Haagse zangvereniging Caecilia. Hij vestigde zich in 1914 in Nieuwer-Amstel en dirigeerde de koren "Nul en Genoegen" (meer dan achttien jaar) en "Nieuwer-Amstelsch Mannenkoor". In 1939 verhuisde hij naar Ouderkerk aan de Amstel en gaf daar leiding aan "Amstels Mannenkoor" en was er ook organist.
Hij schreef enkele liederen waarvan Uhlands Harp op tekst van Bernard van Meurs en O, zalig is ’t kind van God te wezen enige bekendheid hadden en in 1913 een tweede druk achter de rug hadden. Andere werken zoals een "Koraalfantasie en fuga voor harmonieorkest", een strijkkwartet in fis-mineur en een liederencyclus De jaargetijden bleven vermoedelijk alleen in manuscriptvorm.

## Persoonlijk leven
Hij was zoon van Hendrik Tiggers en Christina Charlote Hemerling. Hijzelf trouwde met de sinds 1884 gediplomeerde onderwijzeres Petronella Johanna Cleypool. Cleypool dirigeerde ook een enkele keer een koor, en was in 1923 kandidaat voor de gemeenteraad van Nieuwer-Amstel namens Eensgezindheid. Zoon Piet Tiggers werd een veel bekende musicus, dochter Bertha Tiggers werd sopraan/mezzosopaan. A.A.L. Tiggers werd begraven op Karsenhof te Ouderkerk aan de Amstel.